# KFNB – Phönix, Meteor, Titan und Pluto
| KFNB „Phönix“, „Meteor“, „Titan“ und „Pluto“ | KFNB „Phönix“, „Meteor“, „Titan“ und „Pluto“ | KFNB „Phönix“, „Meteor“, „Titan“ und „Pluto“ | KFNB „Phönix“, „Meteor“, „Titan“ und „Pluto“ |
| -------------------------------------------- | -------------------------------------------- | -------------------------------------------- | -------------------------------------------- |
| KFNB „PHÖNIX“                                |                                              |                                              |                                              |
| Technische Daten                             |                                              |                                              |                                              |
|                                              | vor Umbau                                    | nach 1. Umbau                                | nach 2. Umbau                                |
| Bauart                                       | 1A1 n2                                       | 1A1 n2                                       | 1A1 n2                                       |
| Zylinder-Ø                                   | 327 mm                                       | 329 mm                                       | 327 mm                                       |
| Kolbenhub                                    | 461 mm                                       | 457 mm                                       | 457 mm                                       |
| Treibrad-Ø                                   | 1699 mm                                      | 1791 mm                                      | 1686 mm                                      |
| Laufrad-Ø vorne                              | 1073 mm                                      | 1073 mm                                      | 1080 mm                                      |
| Laufrad-Ø hinten                             | 1258 mm                                      | 1073 mm                                      | 1080 mm                                      |
| fester Radstand                              | k. A.                                        | 3787 mm                                      | 3471 mm                                      |
| Gesamtradstand                               | k. A.                                        | 3787 mm                                      | 3471 mm                                      |
| Gesamtradstand + Tender                      | k. A.                                        | k. A.                                        | k. A.                                        |
| Heizfl. d. Rohre                             | 40,5 m²                                      | 40,4 m²                                      | 45,8 m²                                      |
| Heizfl. d. Feuerbüchse                       | 4,6 m²                                       | 4,6 m²                                       | 5,8 m²                                       |
| Rostfl.                                      | k. A.                                        | k. A.                                        | 1,03 m²                                      |
| Dampfdruck                                   | 5,4                                          | 5,2                                          | 6,5                                          |
| Gewicht (leer)                               | 14,0 t                                       | 15,7 t                                       | k. A.                                        |
| Adhäsionsgewicht                             | k. A.                                        | k. A.                                        |                                              |
| Dienstgewicht                                | k. A.                                        | 8,0 t                                        | k. A.                                        |
| Dienstgewicht + Tender                       | k. A.                                        | k. A.                                        | k. A.                                        |
| Wasser                                       | k. A.                                        | k. A.                                        | k. A.                                        |
| Kohle                                        | k. A.                                        | k. A.                                        | k. A.                                        |
| Länge                                        | k. A.                                        | k. A.                                        | 5,492 m                                      |
| Länge + Tender                               | k. A.                                        | k. A.                                        | k. A.                                        |
| Höhe                                         | k. A.                                        | k. A.                                        | k. A.                                        |

Die Dampflokomotiven Phönix, Meteor, Titan und Pluto waren Reisezuglokomotiven der Kaiser Ferdinands-Nordbahn.
Sie wurden von der Lokomotivfabrik Sharp, Roberts & Co. 1841 geliefert und hatten die Achsformel 1A1.
Auffällig bei diesen Maschinen war der bei der Treibachse bogenförmig hochgezogene Rahmen.
Bei Lieferung waren die Abmessungen der Lokomotiven mit Ausnahme der Durchmesser der Laufräder gleich jenen der ebenfalls für die KFNB gelieferten Adler und Pfeil. Es wurden jedoch Umbauten bei Kessel und Rädern durchgeführt, sodass sich die Abmessungen später unterschieden.
Über drei Speichen der Triebräder waren erstmals Gegengewichte angebracht.
Die Lokomotiven erhielten die Inventarnummern 29 bis 32.
Die Maschinen wurden 1865 ausgemustert.